# Plectreurys zacateca
Plectreurys zacateca is een spinnensoort uit de familie Plectreuridae. De soort komt voor in Mexico.